# Jackie Slater
Jackie Ray Slater (Jackson, Misisipi, 27 de mayo de 1954), más conocido como Jackie Slater, es un exjugador profesional estadounidense de fútbol americano que se desempeñó en la posición de offensive tackle en la National Football League (NFL). Es miembro del Salón de la Fama del Fútbol Americano Profesional.

## Carrera
Slater jugó como profesional veinte temporadas en Los Angeles Rams (1976-1995), equipo en el que se retiró.

## Reconocimiento
El 4 de agosto de 2001, ingresó como miembro al Salón de la Fama del Fútbol Americano Profesional.